# Aloys Nölle
Aloys Nölle (* 7. Oktober 1899 in Leichlingen (Rheinland); † 12. Dezember 1956) war ein hessischer Politiker (Zentrum, CDU) und Abgeordneter der Verfassungberatenden Landesversammlung Groß-Hessen, einem Vorgänger des Hessischen Landtags.
Aloys Nölle besuchte nach der Volksschule und der privaten Vorbereitungsanstalt die Höhere Polizeischule und arbeitete bis 1933 als Polizei-Offizier. 1933 wurde er im Rahmen der Machtergreifung der Nationalsozialisten aus dem Amt entlassen und arbeitete 1933 bis 1945 als Kaufmann. 1945 bis 1946 war er Polizeipräsident in Kassel.
Vor 1933 war er Mitglied und Funktionär der Zentrumspartei. Er war Mitbegründer der Fachsparte „Polizeioffiziere“ im Preußischen Polizeibeamten-Verband. Nach dem Zweiten Weltkrieg gehörte Aloys Nölle zu den Gründern der CDU und war für seine Partei vom 15. Juli 1946 bis zum 25. September 1946 Mitglied der Verfassungberatenden Landesversammlung Groß-Hessen.
Sein Sohn Wilfried Nölle (* 1925) wurde Indologe, Völkerkundler und Diplomat.